# Янош Акнаї
Я́нош А́кнаї  (угор. Aknai János; 10 листопада 1908, Будапешт — 7 березня 1992) — угорський футболіст, що грав на позиції воротаря. Також згадується як Я́нош Ахт.
Відомий виступами, зокрема, за клуб «Уйпешт», а також національну збірну Угорщини.

## Клубна кар'єра
Починав у клубі «Баштя», з яким піднявся до вищого угорського дивізіону. Потім недовго грав у «Ференцвароші», у складі якого зіграв лише два товариських матчі. З 1928 по 1933 роки виступав за команду «Уйпешт», провівши у її складі 54 матчі в чемпіонаті. У 1930 і 1931 роках завоював з командою перші в її історії титули чемпіона країни. У цих сезонах на рахунку Акнаї 20 і 5 зіграних матчів відповідно. Також виграв чемпіонський титул в 1933 році, провівши за команду 12 матчів. Боротьба за чемпіонство в Угорщині у той час традиційно зводилась до змагань між трьома клубами: «Ференцварошем», «Хунгарією» (МТК) і "«Уйпештом».
Дві найкращі команди країни отримували можливість спробувати свої сили в Кубку Мітропи, міжнародному турнірі для найсильніших клубів Центральної Європи. В цьому змаганні «Уйпешт» досяг успіху в 1929 році. На шляху до фіналу команда пройшла празьку «Спарту» (6:1 і 0:2) та віденський «Рапід» (2:1, 2:3 і 3:1 в переграванні в додатковий час завдяки хет-трику бомбардира команди Іштвана Авара). У фіналі «Уйпешт» переграв іншу чеську команду — «Славію». Вже в першому матчі «Уйпешт» здобув вагому перевагу 5:1, а в матчі відповіді задовольнився нічиєю 2:2. Акнаї зіграв в усіх 7 матчах команди на турнірі, а загалом у Кубку Мітропи на його рахунку 11 матчів у 1929—1930 роках.
«Уйпешт» і «Славія» через рік знову зустрілися у фіналі міжнародного турніру — Кубку Націй. Ці змагання відбулися у Женеві під час проведення чемпіонату світу в Уругваї. У ньому брали участь представники провідних у футбольному плані континентальних країн Європи: Австрії, Бельгії, Франції, Німеччини, Угорщини, Італії, Нідерландів, Іспанії, Швейцарії і Чехословаччини. Чемпіони Угорщини почергово переграли іспанський «Реал Уніон»» (3:1), голландський «Гоу Егед» (7:0), швейцарський «Серветт» (3:0) і «Славію» у фіналі (3:0).
Після 1933 року Акнаї продовжував свою футбольну кар'єру за кордоном у французьких клубах «Туркуен», «Ред Стар» і «Марсель», а також у іспанській «Валенсії».

## Виступи за збірну
8 вересня 1929 року дебютував в офіційних матчах у складі національної збірної Угорщини в грі проти збірної Чехословаччини (1:1). Всього зіграв за національну команду 10 матчів. Брав участь у матчах двох розіграшів Кубку Центральної Європи, турніру, що традиційно проводився між збірними Італії, Австрії, Швейцарії, Чехословаччини та Угорщини.
Також зіграв 4 матчі за збірну Будапешта у 1931—1932 роках.

## Досягнення
- Володар Кубка Мітропи: 1929
- Чемпіон Угорщини: 1929–30, 1930–31, 1932–33
- Срібний призер Чемпіонату Угорщини: 1931–32
- Бронзовий призер Чемпіонату Угорщини: 1928–29
- Фіналіст Кубка Угорщини: 1933
- Володар Кубка Націй 1930

### Статистика виступів за збірну
| Дата       | Місто    | Господарі      | Результат | Гості          | Турнір                             | Голи | Примітки |
| ---------- | -------- | -------------- | --------- | -------------- | ---------------------------------- | ---- | -------- |
| 08/09/1929 | Прага    | Чехословаччина | 1 – 1     | Угорщина       | Кубок Центральної Європи 1927—1930 | −1   |          |
| 06/10/1929 | Будапешт | Угорщина       | 2 – 1     | Австрія        | товариський матч                   | −1   |          |
| 13/04/1930 | Базель   | Швейцарія      | 2 – 2     | Угорщина       | товариський матч                   | −2   |          |
| 01/05/1930 | Прага    | Чехословаччина | 1 – 1     | Угорщина       | товариський матч                   | −1   |          |
| 11/05/1930 | Будапешт | Угорщина       | 0 – 5     | Італія         | Кубок Центральної Європи 1927—1930 | −5   |          |
| 08/06/1930 | Будапешт | Угорщина       | 6 – 2     | Нідерланди     | товариський матч                   | −2   |          |
| 28/09/1930 | Дрезден  | Німеччина      | 5 – 3     | Угорщина       | товариський матч                   | −1   | 85'      |
| 20/09/1931 | Будапешт | Угорщина       | 3 – 0     | Чехословаччина | товариський матч                   | -    |          |
| 04/10/1931 | Будапешт | Угорщина       | 2 – 2     | Австрія        | Кубок Центральної Європи 1931—1932 | −2   |          |
| 02/10/1932 | Будапешт | Угорщина       | 2 – 3     | Австрія        | товариський матч                   | −3   |          |
| Усього     |          | Матчів         | 10        |                | Голів                              | −18  |          |